# Formodning (matematik)
 For alternative betydninger, se Formodning. (Se også artikler, som begynder med Formodning)
En formel matematisk formodning er en formodet sætning, da det endnu ikke er afklaret om den kan bevises.

## Eksempler på matematiske formodninger
- Goldbachs formodning
- Bieberbach formodning
- Riemann-hypotesen
- Collatz formodning
- P ≠ NP
- Poincarés formodning (bevist)
- Abc-formodningen

Fermats formodning blev bevist i 1994 og har derfor i dag status af at være sætning.